# Anjelik Osmanlı saraylarında
Anjelik Osmanlı saraylarında è un film del 1967 diretto da Ülkü Erakalın tratto dal romanzo Angelica l'indomabile di Anne e Serge Golon.
Primo di due film turchi molto liberamente ispirati ai romanzi dei coniugi Golon - l'altro è Anjelik ve Deli Ibrahim - il film sembra essere ormai introvabile.